# Kairos Palestina
Kairos Palestina är en kristen organisation som är känd framförallt för att 2009 ha gett ut dokumentet Ett sanningens ögonblick ("A Moment of Truth”), även känt som Kairosdokumentet. 

## Kairosdokumentet
Dokumentet vars hela titel är "Ett ögonblick av sanning: Ett ord av tro, hopp och kärlek mitt i det palestinska lidandet” har skrivits av ett antal palestinska kristna kyrkoledare. Det beskriver de kristna palestiniernas situation, sätter in det i ett politiskt sammanhang och uppmanar kyrkorna runt om i världen att stärka sina insatser för att bereda vägen för en varaktig och rättvis fred för både palestinier och israeler.
Dokumentet finns tillgängligt på arabiska och flera europeiska språk.
Till stor del bygger dokumentet på en text från Sydafrika 1985 som uppmanade de kristna att motsätta sig apartheid.
Förklaringen till ordet Kairos i dokumentets titel är att Kairos är det grekiska ordet för "ett lämpligt eller avgörande ögonblick". Dokumentet har tillkommit inom ramen för Kyrkornas Världsråds Palestine-Israel Ecumenical Forum (PIEF) som stöder de palestinska kyrkorna. 

## Reaktioner på dokumentet
Svenska kyrkan säger i ett svar att kyrkan har ett moraliskt ansvar att tala till stöd för en fredlig och rättvis lösning på Palestinakonflikten. Med hänsyn till framtiden både för palestinier och israeler kommer kyrkan fortsätta att göra uttalanden till stöd för sanning, fred och rättvisa, Man kräver ett slut på Israels ockupation och anser att en palestinsk stat ska finnas vid sidan av Israel i enlighet med FN-resolutioner. När det gäller det som i dokumentet kallas "fundamentalistiska teologiska ståndpunkter " instämmer kyrkan och menar att sådana ställningstaganden, som förekommer i Västvärlden, ger en teologisk legitimering för ockupation och orättvisor, Man skriver att Svenska kyrkan, tillsammans med andra kyrkor och trossamfund har varit engagerade i opinions bildning för en rättvis fred i Mellanöstern, och krävt ett slut på ockupationen av Gaza och Västbanken. Kyrkan deltar också i det ekumeniska följeslagarprogrammet i Palestina och Israel, som administreras av Sveriges kristna råd. Kyrkan fortsätter att uppmana till sanktioner mot de olagliga israeliska bosättningarna på ockuperad mark.
Den tyska evangeliska Mellanösternkommissionen har förklarat att man erkänner en tvåstatslösning och instämmer i förkastandet av religiös fundamentalism. Man kritiserar dokumentet för att ensidigt se ockupationen som orsak till palestiniernas lidande och för att man inte kritiserar terrorismen.
De schweiziska protestantiska kyrkorna ansåg att det var olämpligt att kalla ockupationen för synd och kritiserade att olika synsätt användes för israeliskt och palestinskt våld. Man förkastar tanken på en total bojkott av Israel men stöder en bojkott av varor från bosättningarna på de ockuperade områdena
Judiska rabbiner I USA (Central Conference of American Rabbis) anser att
Kairosdokumentet är ett historiskt, teologiskt och moraliskt bristfälligt dokument som inte kan fungera som ram för religionsdialog eller tjäna förståelsen religionerna emellan. Man gillar dokumentets uppmaning till det palestinska folket att ta avstånd från hatet. Den komplexa verkligheten får inte, reduceras till påståenden om att det judiska folket har fel och att den palestinska saken är fullt ut råttfärdig. Man stöder alla trovärdiga och legitima försök att få ett slut Pa det palestinska folkets lidande. Detta måste uppnås genom att på förhandlingsvägen skapa en palestinsk stat intill och i samarbete med en söker, judisk israelisk stat.

## Dokumentets författare
- Patriark emeritus Michel Sabbah (romersk-katolsk)
- Ärkebiskop Atallah Hanna (grekisk-ortodox)
- Pastor Dr. Jamal Khader (romersk-katolsk)
- Pastor Dr. Rafig Khoury (romersk-katolsk)
- Pastor Dr. Mitri Raheb (evangelisk-luthersk)
- Pastor Dr. Naim Ateek (anglikansk)
- Pastor Dr. Yohana Katanacho (baptist)
- Pastor Fadi Diab (anglikansk)
- Dr. Jiries Khoury (grekisk-katolsk)
- Cedar Duaybis (anglikansk)
- Nora Kort (grekisk-ortodox)
- Lucy Thaljieh (grekisk-katolsk)
- Nidal Abu El Zuluf (romersk-katolsk)
- Yusef Daher (grekisk-katolsk)
- Rifat Kassis — samordnare (evangelisk-luthersk)

## Andra aktiviteter
Kairos Palestina fördömde offentligt Israels USA-ambassadör Michael Oren för att han i Wall Street Journal  9 mars 2012 skrivit att lidandet hoa Palestinas kristna till stor del berodde på muslimerna. Gruppen påpekade att det främst är ockupationen som systematiskt bryter ner alla palestinier, begränsar rörelsefriheten, konfiskerar land och ödelägger ekonomin i Palestina,  I ett annat dokument sägs det att man vill skapa en Internationell Kairos för global rättvisa. 